# Хасанов Салохіддін Хасанович
Салохіддін Хасанович Хасанов (16 грудня 1935, село Калачаї або місто Ура-Тюбе, тепер Істаравшанського хукумату Согдійського вілояту, Таджикистан — 20 січня 2013, Таджикистан) — радянський таджицький державний діяч, 1-й секретар Кулябського обласного комітету КП Таджикистану, голова Кулябського облвиконкому. Депутат Верховної ради Таджицької РСР 10—11-го скликань.

## Життєпис
Народився в родині робітника. 
У 1961 році закінчив Таджицький сільськогосподарський інститут.
Трудову діяльність розпочав у 1962 році робітникам (здавачем готової продукції) на Ура-Тюбинському консервному комбінаті, потім був головним агрономом колгоспу «Правда» в Ура-Тюбе.
Член КПРС з 1964 до 1988 року.
У 1964—1975 роках — інструктор-організатор Ура-Тюбинського виробничого колгоспно-радгоспного управління; інспектор, партійний організатор, інструктор, завідувач сільськогосподарського відділу Ура-Тюбинського міського комітету КП Таджикистану; заступник голови виконавчого комітету Ура-Тюбинської міської ради депутатів трудящих; начальник Ура-Тюбинського районного сільськогосподарського управління.
У 1975—1977 роках — 1-й секретар Ганчинського районного комітету КП Таджикистану.
У 1977—1978 роках — слухач Академії суспільних наук при ЦК КПРС у Москві.
У 1978—1979 року — заступник голови виконавчого комітету Ленінабадської обласної ради депутатів трудящих Таджицької РСР.
У 1979—1983 роках — 1-й секретар Пенджикентського міського комітету КП Таджикистану.
29 жовтня 1983 — січень 1986 року — голова виконавчого комітету Кулябської обласної ради народних депутатів Таджицької РСР.
У січні 1986 — січні 1988 року — 1-й секретар Кулябського обласного комітету КП Таджикистану.
У березні 1988 року заарештований в т.зв. «таджицькій справі», виключений із КПРС. До 1991 року перебував у в'язниці.
У 1991—1994 роках — голова колгоспу «Уротепа»; заступник начальника Хатлонського обласного управління сільського господарства Республіки Таджикистан.
З 1994 року — на пенсії.
Помер 20 січня 2013 року.